# Agape (bướm đêm)
Agape là một chi bướm đêm thuộc họ Erebidae.

## Hình ảnh

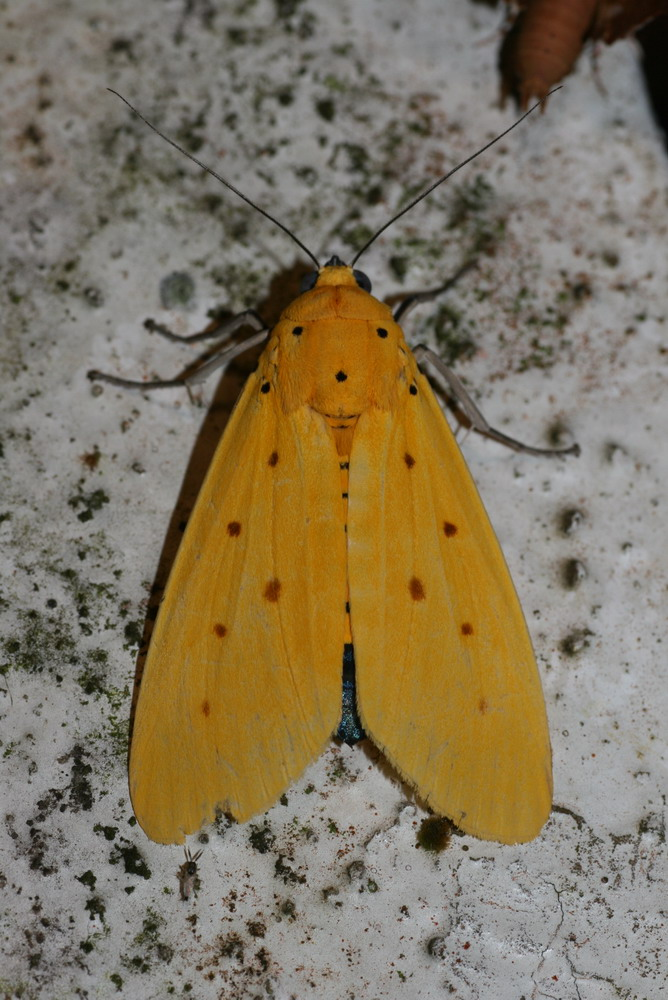
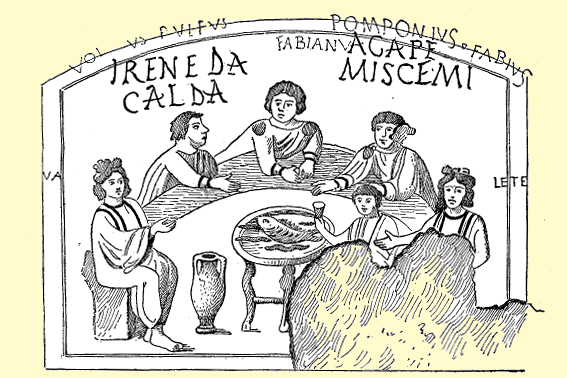
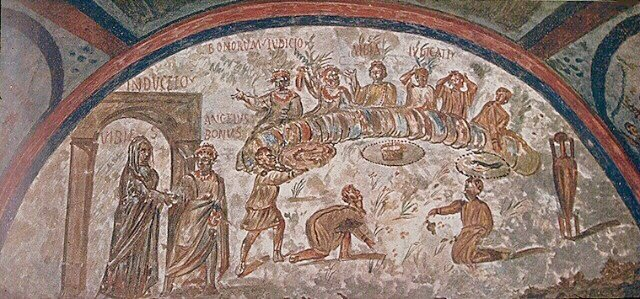
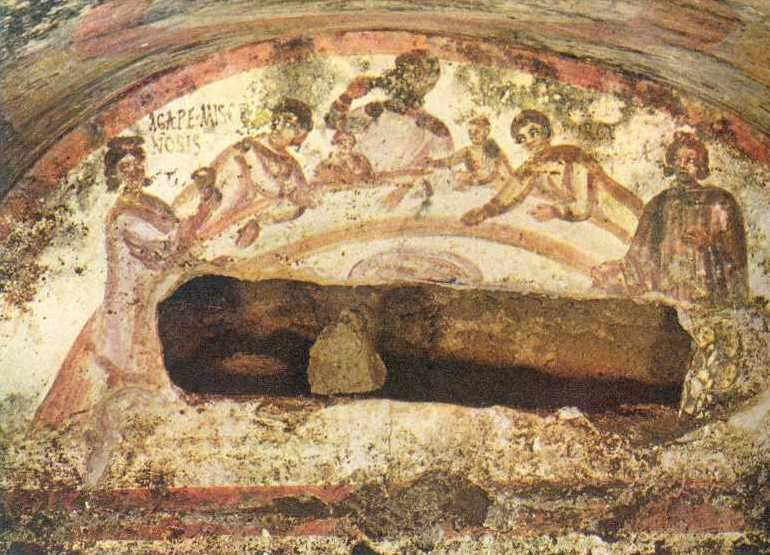

## Các loài
- Agape arctioides Butler, 1887
- Agape chloropyga Walker, 1854